# Station Cromer
Cromer is een spoorwegstation van National Rail in Cromer, North Norfolk in Engeland. Het station is eigendom van Network Rail en wordt beheerd door Greater Anglia. 

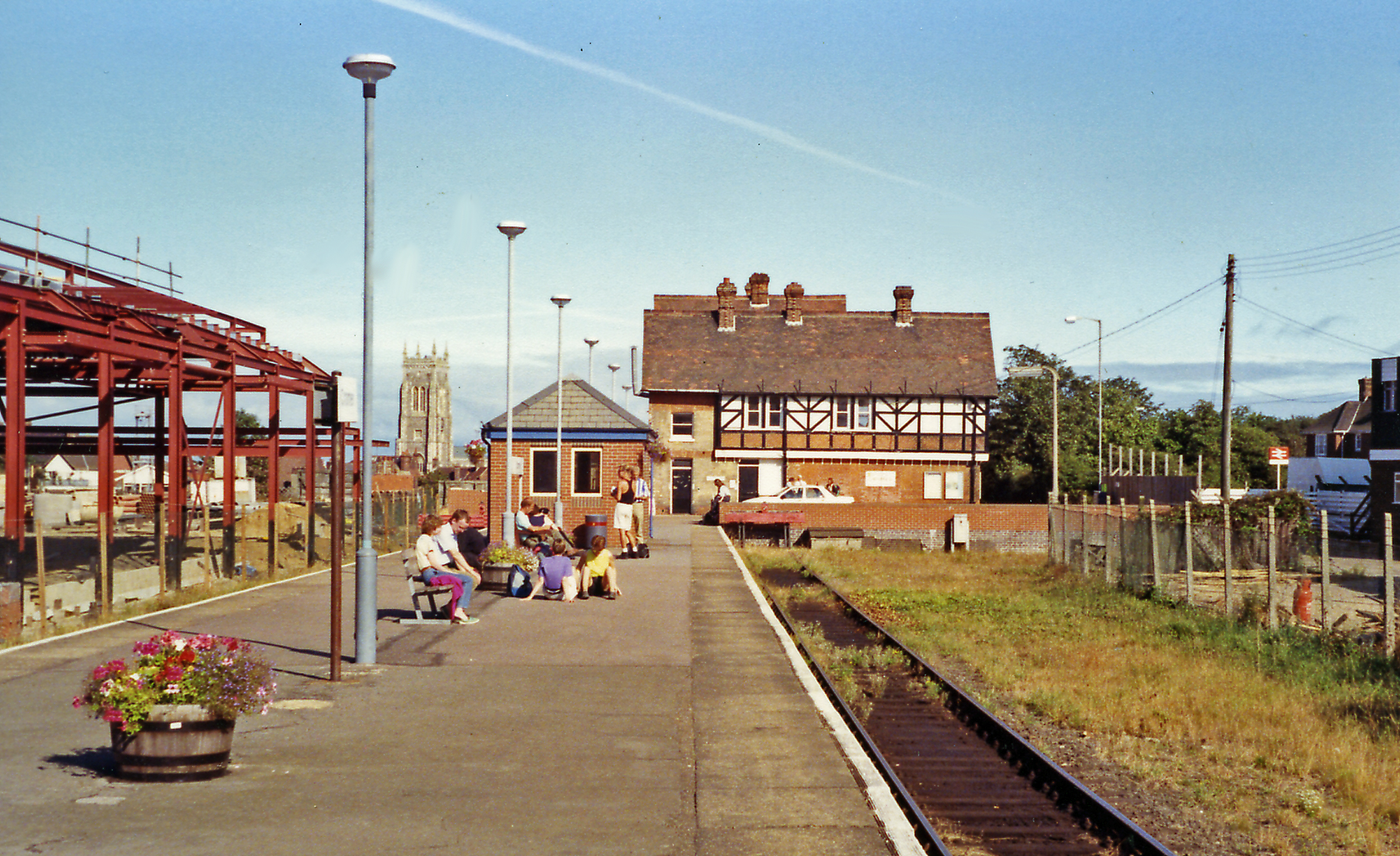
Overzicht, 1991